# Liste der Baudenkmale in Jänschwalde
In der Liste der Baudenkmale in Jänschwalde sind alle Baudenkmale der brandenburgischen Gemeinde Jänschwalde und ihrer Ortsteile aufgelistet. Grundlage ist die Veröffentlichung der Landesdenkmalliste mit dem Stand vom 31. Dezember 2021. Die Bodendenkmale sind in der Liste der Bodendenkmale in Jänschwalde aufgeführt.

## Baudenkmale in den Ortsteilen
In den Spalten befinden sich folgende Informationen:
- ID-Nr.: Die Nummer wird vom Brandenburgischen Landesamt für Denkmalpflege vergeben. Ein Link hinter der Nummer führt zum Eintrag über das Denkmal in der Denkmaldatenbank. In dieser Spalte kann sich zusätzlich das Wort Wikidata befinden, der entsprechende Link führt zu Angaben zu diesem Denkmal bei Wikidata.
- Lage: die Adresse des Denkmales und die geographischen Koordinaten. Link zu einem Kartenansichtstool, um Koordinaten zu setzen. In der Kartenansicht sind Denkmale ohne Koordinaten mit einem roten beziehungsweise orangen Marker dargestellt und können in der Karte gesetzt werden. Denkmale ohne Bild sind mit einem blauen bzw. roten Marker gekennzeichnet, Denkmale mit Bild mit einem grünen beziehungsweise orangen Marker.
- Bezeichnung: Bezeichnung in den offiziellen Listen des Brandenburgischen Landesamtes für Denkmalpflege. Ein Link hinter der Bezeichnung führt zum Wikipedia-Artikel über das Denkmal.
- Beschreibung: die Beschreibung des Denkmales
- Bild: ein Bild des Denkmales und gegebenenfalls einen Link zu weiteren Fotos des Baudenkmals im Medienarchiv Wikimedia Commons

### Drewitz
| ID-Nr.   | Lage                                     | Bezeichnung    | Beschreibung | Bild           |
| -------- | ---------------------------------------- | -------------- | --- | -------------- |
| 09125092 | am nördlichen Ende des Dorfangers (Lage) | Dorfkirche     | Die evangelische Kirche wurde von 1820 bis 1827 erbaut. Die Kirche ist ein Putzbau mit einem im Osten abgewalmten Satteldach und einem Westturm. Der Turm trägt eine Haube, darauf einen achteckigen Helm. Der Kanzelaltar besteht aus Backstein, Sandstein und Holz. Die Taufe ist ebenfalls aus dem Jahr 1827 und aus Holz gefertigt. Die Glocke wurde 1648 gegossen. | weitere Bilder |
| 09125820 | südlich der Dorfkirche (Lage)            | Kriegerdenkmal | Das Kriegerdenkmals wurde 1920 / 1930 erstellt. Es befindet sich südlich der Kirche. | weitere Bilder |

### Grießen
| ID-Nr.   | Lage                    | Bezeichnung                           | Beschreibung | Bild                                  |
| -------- | ----------------------- | ------------------------------------- | --- | ------------------------------------- |
| 09125839 | Bahnhofstraße 45 (Lage) | Bahnhofsempfangsgebäude               | | Bahnhofsempfangsgebäude               |
| 09125470 | Bahnhofstraße (Lage)    | Wasserkraftwerk und Wohnhaus (Nr. 56) | Das Wasserkraftwerk wurde von 1927 bis 1929 erbaut. Das Wasser kommt über einen zwei Kilometer langen Damm von der Neiße zum Kraftwerk. Das Gefälle im Kraftwerk beträgt 3,5 Meter, so wurden 870 PS mit einer Spannung von 400 Volt geliefert. 1967 erfolgte die Stilllegung, ab 1992 wurde es wieder aufgebaut. | Wasserkraftwerk und Wohnhaus (Nr. 56) |
| 09125126 | Dorfstraße 34a (Lage)   | Dorfkirche                            | Die evangelische Kirche ist aus Feldstein wahrscheinlich im 15. Jahrhundert errichtet worden. Die Kirche ist ein Bau aus Feldsteinen, der Turm steht im Südwesten. Der Turm trägt ein vorkragendes Glockengeschoss, dieses ist verbrettert. Im Inneren befindet sich ein Altar aus dem 15. Jahrhundert, im Altaraufsatz befinden sich drei Schnitzfiguren. Das Altarkreuz stammt wahrscheinlich aus dem 19. Jahrhundert. Die Kanzel wurde im 16./17. Jahrhundert errichtet. | Dorfkirche                            |
| 09125978 | Dorfstraße 34a (Lage)   | Kriegerdenkmal                        | | BW                                    |

### Jänschwalde
| ID-Nr.   | Lage                  | Bezeichnung                                                      | Beschreibung | Bild                                                             |
| -------- | --------------------- | ---------------------------------------------------------------- | --- | ---------------------------------------------------------------- |
| 09125981 | Hauptstraße 23 (Lage) | Wohnhaus und Stallspeicher                                       | Die Bauten gehören zu einem um 1900 errichteten Vierseithof. Das Wohnhaus ist ein eingeschossiger Bau aus gelben und braunen Klinkern mit Satteldach, der Stallspeicher ist ein eingeschossiger Sichtziegelbau, der den Hof nach Norden begrenzt. Die Gebäude sind mit verschiedenen Schmuckformen versehen. | Wohnhaus und Stallspeicher                                       |
| 09125191 | Kirchstraße (Lage)    | Dorfkirche                                                       | Die Kirche wurde von 1806 bis 1808 erbaut. Es ist ein verputzter Ziegelbau mit einem Walmdach. Westlich von der Kirche steht ein freistehend hölzerner Glockenturm. die Ausstattung im Inneren ist aus der Bauzeit, die Orgel wurde 1908 von Heinze, Sorau erbaut.                                           | Dorfkirche                                                       |
| 09125383 | Kirchstraße 6 (Lage)  | Pfarrgehöft mit Wohnhaus, Scheune, Stallgebäuden und Einfriedung | Das Pfarrgehöft liegt gegenüber der Kirche und wurde in den 1890er Jahren erbaut. | Pfarrgehöft mit Wohnhaus, Scheune, Stallgebäuden und Einfriedung |
| 09125912 | Hauptstraße (Lage)    | Kriegerdenkmal                                                   | Das Kriegerdenkmal wurde wahrscheinlich im Jahre 1922 aufgestellt. | Kriegerdenkmal                                                   |

## Ehemalige Baudenkmale
| ID-Nr. | Lage         | Bezeichnung | Beschreibung | Bild |
| ------ | ------------ | ----------- | --- | ---- |
|        | Horno (Lage) |             | Der Ort Horno wurde als Ensemblem 1993 unter Denkmalschutz gestellt. Bereits 2004 / 2005 wurden die Häuser abgerissen, der Ort musste dem Braunkohletagebau Jänschwalde weichen. | BW   |